# Erich Schumann
Erich Schumann (Potsdam, 5 de janeiro de 1898 — Homberg, 25 de abril de 1985) foi um físico alemão. Especialista em acústica e explosivos, tinha inclinação para música, neto que era do compositor clássico Robert Schumann. Foi general do exército e professor da Universidade de Berlim e da Universidade Técnica de Berlim. Quando Adolf Hitler assumiu o poder alistou-se no Partido Nazista. Durante a Segunda Guerra Mundial seus postos no Escritório de Ordenança do Exército e no Alto Comando do Exército tornaram-no um dos mais influentes físicos da Alemanha. Dirigiu o programa de energia nuclear da Alemanha de 1939 a 1942, quando o exército renunciou o controle do Conselho de Pesquisa do Reich. Seu papel no projeto foi ofuscado após a guerra pela comunidade de físicos da Alemanha em defesa de sua conduta durante a guerra. A publicação de seu livro sobre o papel dos militares no projeto não foi aprovado pelas autoridades de ocupação britânicas. Foi diretor do Helmholtz Institute of Sound Psychology and Medical Acoustics.

## Educação
Schumann, neto do compositor de música clássica Robert Schumann, nasceu em Potsdam, Província de Brandeburgo. Estudou na Universidade de Berlim, discípulo do acústico e musicologista Carl Stumpf e do físico Max Planck. Em 1922 obteve um doutorado na Universidade de Berlim em musicologia sistemática (acústica), onde obteve a habilitação em acústica em 1929; dentre os membros de seu comitê de habilitação em física experimental e teórica estão Walther Nernst, Max von Laue e Max Planck.

## Carreira

### Visão geral
A partir de 1922 foi um físico do Reichswehrministerium (RWM, Ministro da Defesa do Reich), com a denominação em 1939 de Reichskriegsministerium (RKM, Ministro da Guerra do Reich). Passou no Referendar (exame de serviço civil) em 1926. A partir de 1929 foi chefe do Escritório Central de Ciência da RWM onde a partir de 1932 foi conselheiro ministerial.